# Orde van de Koninklijke Familie van Maleisië
De Meest Excellente Orde van de Koninklijke Familie van Maleisië (Maleis: "Darjah Yang Maha Utama Kerabat Di-Raja Malaysia") werd op 18 April 1966 door Sultan Ismail Nasiruddin Shah van	Terengganu, Koning van Maleisië, ingesteld. De koningin en de prinsen uit de huizen van de opeenvolgende gekozen koningen kunnen in deze ridderorde worden opgenomen. Men verleent de orde ook aan hoge buitenlandse gasten. Het aantal levende Maleisische leden is op tien vastgelegd.
De zeven Maleisische sultans, de gekozen prins van Negeri Sembilan en de koning van Perlis zijn, zo zij de koning hebben mogen kiezen, automatisch lid van deze orde. Leden dragen de letters D.K.M. achter hun naam.
De versierselen bestaan uit een verguld-zilveren keten, een grootlint en een gouden ster. Het kleinood is een rond juweel met een afbeelding van een rode hibiscusbloem.Als verhoging dient de Maleisische koningskroon.
De keten heeft 19 gouden schakels. Deze zijn om en om met rode hibiscusbloemen en gouden koningskronen versierd.
De ster heeft acht punten en draagt een medaillon met de hibiscusbloem binnen een lichtblauwe ring. In de ster is een varenmotief gegraveerd.  	
Men draagt het rode zijden lint over de linkerschouder.
Zie ook: De Lijst van Ridderorden in Maleisië